# Пон-да-Мулінс
Пон-да-Мулі́нс (кат. Pont de Molins, вимова у літературній каталанській мові ['pɔn də mu'łins]) - муніципалітет, розташований в Автономній області Каталонія, в Іспанії. Знаходиться у районі (кумарці) Алт-Ампурда провінції Жирона, згідно з новою адміністративною реформою перебуватиме у складі Баґарії (округи) Жирона.

## Населення
Населення міста (у 2007 р.) становить 440 осіб (з них менше 14 років - 10,7%, від 15 до 64 - 72,3%, понад 65 років - 17%). У 2006 р. народжуваність склала 0 осіб, смертність - 2 особи, зареєстровано 1 шлюб. У 2001 р. активне населення становило 216 осіб, з них безробітних - 15 осіб.

Серед осіб, які проживали на території міста у 2001 р., 310 народилися в Каталонії (з них 263 особи у тому самому районі, або кумарці), 88 осіб приїхало з інших областей Іспанії, а 40 осіб приїхало з-за кордону. 

Університетську освіту має 5,1% усього населення. 

У 2001 р. нараховувалося 161 домогосподарство (з них 24,2% складалися з однієї особи, 26,1% з двох осіб,18% з 3 осіб, 20,5% з 4 осіб, 7,5% з 5 осіб, 3,7% з 6 осіб, 0% з 7 осіб, 0% з 8 осіб і 0% з 9 і більше осіб).

Активне населення міста у 2001 р. працювало у таких сферах діяльності : у сільському господарстві - 4%, у промисловості - 10,9%, на будівництві - 14,9% і у сфері обслуговування - 70,1%. 

 У муніципалітеті або у власному районі (кумарці) працює 155 осіб, поза районом - 149 осіб.

### Безробіття
У 2007 р. нараховувалося 18 безробітних (у 2006 р. - 21 безробітний), з них чоловіки становили 44,4%, а жінки - 55,6%.

## Економіка

### Підприємства міста

#### Промислові підприємства
| \| Промислові підприємства міста, за сферою діяльності \| Промислові підприємства міста, за сферою діяльності \| Промислові підприємства міста, за сферою діяльності \| \| Рік \| 2002 р. \| 2001 р. \| \| --------------------------------------------------- \| --------------------------------------------------- \| --------------------------------------------------- \| \| Енергетичні та водні ресурси \| 16,7% \| 16,7% \| \| Хімія та метали \| 16,7% \| 16,7% \| \| Переробка металів \| 33,3% \| 33,3% \| \| Продукти харчування \| 33,3% \| 33,3% \| \| Текстиль \| 0% \| 0% \| \| Виробництво меблів, видання \| 0% \| 0% \| \| Інше \| 0% \| 0% \| \| Усього підприємств \| 6 \| 6 \| |         |         |
| Промислові підприємства міста, за сферою діяльності |         |         |
| Рік | 2002 р. | 2001 р. |
| Енергетичні та водні ресурси | 16,7%   | 16,7%   |
| Хімія та метали | 16,7%   | 16,7%   |
| Переробка металів | 33,3%   | 33,3%   |
| Продукти харчування | 33,3%   | 33,3%   |
| Текстиль | 0%      | 0%      |
| Виробництво меблів, видання | 0%      | 0%      |
| Інше | 0%      | 0%      |
| Усього підприємств | 6       | 6       |

#### Роздрібна торгівля
| \| Підприємства роздрібної торгівлі міста, за сферою діяльності \| Підприємства роздрібної торгівлі міста, за сферою діяльності \| Підприємства роздрібної торгівлі міста, за сферою діяльності \| \| Рік \| 2002 р. \| 2001 р. \| \| ------------------------------------------------------------ \| ------------------------------------------------------------ \| ------------------------------------------------------------ \| \| Продукти харчування \| 44,4% \| 50% \| \| Одяг та взуття \| 0% \| 0% \| \| Товари для дому \| 22,2% \| 12,5% \| \| Книги та періодичні видання \| 0% \| 0% \| \| Промислова хімічна продукція \| 11,1% \| 12,5% \| \| Продукція, пов'язана з транспортними засобами \| 0% \| 0% \| \| Інше \| 22,2% \| 25% \| \| Усього підприємств \| 9 \| 8 \| |         |         |
| Підприємства роздрібної торгівлі міста, за сферою діяльності |         |         |
| Рік | 2002 р. | 2001 р. |
| Продукти харчування | 44,4%   | 50%     |
| Одяг та взуття | 0%      | 0%      |
| Товари для дому | 22,2%   | 12,5%   |
| Книги та періодичні видання | 0%      | 0%      |
| Промислова хімічна продукція | 11,1%   | 12,5%   |
| Продукція, пов'язана з транспортними засобами | 0%      | 0%      |
| Інше | 22,2%   | 25%     |
| Усього підприємств | 9       | 8       |

#### Сфера послуг
| \| Підприємства міста, що працюють у сфері послуг, за діяльністю \| Підприємства міста, що працюють у сфері послуг, за діяльністю \| Підприємства міста, що працюють у сфері послуг, за діяльністю \| \| Рік \| 2002 р. \| 2001 р. \| \| ------------------------------------------------------------- \| ------------------------------------------------------------- \| ------------------------------------------------------------- \| \| Гуртова торгівля \| 13,8% \| 14,3% \| \| Готелі та готельний бізнес \| 34,5% \| 39,3% \| \| Транспорт та зв'язок \| 24,1% \| 25% \| \| Посередницькі фінансові послуги \| 3,4% \| 3,6% \| \| Послуги підприємствам \| 3,4% \| 3,6% \| \| Послуги фізичним особам \| 13,8% \| 10,7% \| \| Нерухомість та ін. \| 6,9% \| 3,6% \| \| Усього підприємств \| 29 \| 28 \| |         |         |
| Підприємства міста, що працюють у сфері послуг, за діяльністю |         |         |
| Рік | 2002 р. | 2001 р. |
| Гуртова торгівля | 13,8%   | 14,3%   |
| Готелі та готельний бізнес | 34,5%   | 39,3%   |
| Транспорт та зв'язок | 24,1%   | 25%     |
| Посередницькі фінансові послуги | 3,4%    | 3,6%    |
| Послуги підприємствам | 3,4%    | 3,6%    |
| Послуги фізичним особам | 13,8%   | 10,7%   |
| Нерухомість та ін. | 6,9%    | 3,6%    |
| Усього підприємств | 29      | 28      |

## Житловий фонд
У 2001 р. 1,9% усіх родин (домогосподарств) мали житло метражем до 59 м², 18% - від 60 до 89 м², 40,4% - від 90 до 119 м² і
39,8% - понад 120 м².

З усіх будівель у 2001 р. 91,6% було одноповерховими, 6,3% - двоповерховими, 2,1
% - триповерховими, 0% - чотириповерховими, 0% - п'ятиповерховими, 0% - шестиповерховими,
0% - семиповерховими, 0% - з вісьмома та більше поверхами.

## Автопарк
| \| Автомобілі, зареєстровані у місті, за призначенням \| Автомобілі, зареєстровані у місті, за призначенням \| Автомобілі, зареєстровані у місті, за призначенням \| \| Рік \| 2006 р. \| 2005 р. \| \| -------------------------------------------------- \| -------------------------------------------------- \| -------------------------------------------------- \| \| Приватні автомобілі \| 40,9% \| 42,1% \| \| Мотоцикли \| 6,6% \| 5,3% \| \| Вантажівки \| 19,8% \| 17% \| \| Трактори \| 11,4% \| 13,1% \| \| Автобуси та ін. \| 21,4% \| 22,6% \| \| Усього автомобілів \| 824 шт. \| 789 шт. \| |         |         |
| Автомобілі, зареєстровані у місті, за призначенням |         |         |
| Рік | 2006 р. | 2005 р. |
| Приватні автомобілі | 40,9%   | 42,1%   |
| Мотоцикли | 6,6%    | 5,3%    |
| Вантажівки | 19,8%   | 17%     |
| Трактори | 11,4%   | 13,1%   |
| Автобуси та ін. | 21,4%   | 22,6%   |
| Усього автомобілів | 824 шт. | 789 шт. |

## Вживання каталанської мови
У 2001 р. каталанську мову у місті розуміли 96% усього населення (у 1996 р. - 95,2%), вміли говорити нею 84,9% (у 1996 р. - 
84,1%), вміли читати 83,3% (у 1996 р. - 79,3%), вміли писати 57
% (у 1996 р. - 46,6%). Не розуміли каталанської мови 4%.

## Політичні уподобання
У виборах до Парламенту Каталонії у 2006 р. взяло участь 232 особи (у 2003 р. - 242 особи). Голоси за політичні сили розподілилися таким чином:
| \| Вибори до Парламенту Каталонії \| Вибори до Парламенту Каталонії \| Вибори до Парламенту Каталонії \| \| Рік \| 2006 р. \| 2003 р. \| \| -------------------------------------- \| ------------------------------ \| ------------------------------ \| \| Конвергенція та Єднання (CiU) \| 25,4% \| 33,9% \| \| Соціалістична партія Каталонії (PSC) \| 29,3% \| 31,4% \| \| Народна партія (PP) \| 10,3% \| 9,5% \| \| Ініціатива за зелену Каталонію (IC) \| 8,6% \| 4,1% \| \| Республіканська лівиця Каталонії (ERC) \| 21,1% \| 18,2% \| \| Громадянська партія (C's) \| 2,6% \| 0% \| \| Інші \| 2,6% \| 2,9% \| |         |         |
| Вибори до Парламенту Каталонії |         |         |
| Рік | 2006 р. | 2003 р. |
| Конвергенція та Єднання (CiU) | 25,4%   | 33,9%   |
| Соціалістична партія Каталонії (PSC) | 29,3%   | 31,4%   |
| Народна партія (PP) | 10,3%   | 9,5%    |
| Ініціатива за зелену Каталонію (IC) | 8,6%    | 4,1%    |
| Республіканська лівиця Каталонії (ERC) | 21,1%   | 18,2%   |
| Громадянська партія (C's) | 2,6%    | 0%      |
| Інші | 2,6%    | 2,9%    |

У муніципальних виборах у 2007 р. взяло участь 344 особи (у 2003 р. - 282 особи). Голоси за політичні сили розподілилися таким чином:
| \| Муніципальні вибори \| Муніципальні вибори \| Муніципальні вибори \| \| Рік \| 2007 р. \| 2003 р. \| \| -------------------------------------- \| ------------------- \| ------------------- \| \| Конвергенція та Єднання (CiU) \| 34% \| 47,2% \| \| Соціалістична партія Каталонії (PSC) \| 42,4% \| 52,8% \| \| Народна партія (PP) \| 1,7% \| 0% \| \| Ініціатива за зелену Каталонію (IC) \| 0% \| 0% \| \| Республіканська лівиця Каталонії (ERC) \| 21,8% \| 0% \| \| Громадянська партія (C's) \| 0% \| 0% \| \| Інші \| 0% \| 0% \| |         |         |
| Муніципальні вибори |         |         |
| Рік | 2007 р. | 2003 р. |
| Конвергенція та Єднання (CiU) | 34%     | 47,2%   |
| Соціалістична партія Каталонії (PSC) | 42,4%   | 52,8%   |
| Народна партія (PP) | 1,7%    | 0%      |
| Ініціатива за зелену Каталонію (IC) | 0%      | 0%      |
| Республіканська лівиця Каталонії (ERC) | 21,8%   | 0%      |
| Громадянська партія (C's) | 0%      | 0%      |
| Інші | 0%      | 0%      |